# Kunołaziec czarno-biały
Kunołaziec czarno-biały (Diplogale hosei) – gatunek ssaka z podrodziny kunołazów (Hemigalinae) w obrębie rodziny wiwerowatych (Viverridae). Długość ciała (bez ogona) 47,2–54 cm, długość ogona 29,8–33,5 cm, masa 1,3 kg. Ma długi pysk i smukłe ciało. Cechuje się ciemnobrązowym czy wręcz czarniawym futrem grzbietu. Brzuszna jego strona jest biała lub brązowawobiała. Wiedzie nocne, naziemne, samotne życie w pierwotnych lasach Borneo, prawdopodobnie blisko strumieni. Słabo poznany. Liczebność maleje, narażony na wyginięcie.

## Budowa
Długość ciała (bez ogona) 47,2–54 cm, długość ogona 29,8–33,5 cm, długość ucha 3,6 cm, długość tylnej stopy 7,4–8,1 cm; masa ciała 1,3 kg. Mieści się więc w zakresie podawanym dla kunołaza pręgowanego, nie dorównuje natomiast masie łaszaka annamickiego.
Ma długi i zaostrzony pysk, podobnie zresztą jak kunołaz pręgowany. Twarz zdobią białe plamy, leżące nad i pod oczami, po obu bokach pyska i po bokach policzków. Występują też długie, przekraczające 15 centymetrów długości wibryssy. Długi ale wąski pysk wieńczy dwupłatowe rynarium z otwierającymi się ku bokom nozdrzami zewnętrznymi. Czaszkę kunołaźca czarno-białego autorzy porównują do czaszki kunołaza pręgowanego. Wspominają powiększoną komorę tylną puszki słuchowej, poszerzoną do przodu, przykrywającą komorę przednią.  
Wzór zębowy: I {\displaystyle {\tfrac {3}{3}}} C {\displaystyle {\tfrac {1}{1}}} P {\displaystyle {\tfrac {4}{4}}} M {\displaystyle {\tfrac {2}{2}}} = 40. Podobny wzór zębowy cechuje kunołaza pręgowanego i łaszaka annamickiego czy też mampalona wydrowatego. Autorzy wspominają jeszcze dodatkowe guzki na pierwszych, górnym i dolnym, przedtrzonowcach, posiadających po dwa korzenie. Drugi przedtrzonowiec szczęki posiada mały guzek tylno-wewnętrzny. 
Kunołaziec czarno-biały cechuje się smukłym ciałem. Od posiadającego 4–8 pręg kunołaza pręgowanego różni się brakiem pręg na ciemnobrązowym czy wręcz czarniawym futrze grzbietu. Brzuszna jego strona jest biała lub brązowawobiała.
Na tułowiu występuje tylko jedna para sutków. Blisko spokrewniony kunołaz pręgowany ma aż trzy pary, a mampalon wydrowaty dwie, podobnie jak łaszak annamicki.
Ogon barwę ma czarną. Wewnętrzne części kończyn są szarawe. Kończą się pięcioma palcami. Palce pokrywa częściowo błona pławna, dobrze rozwinięta u mampalona, nie wspominają zaś o niej autorzy w opisie kunołaza ani łaszaka. Pomiędzy poduszkami łap wyrastają włosy.

## Systematyka

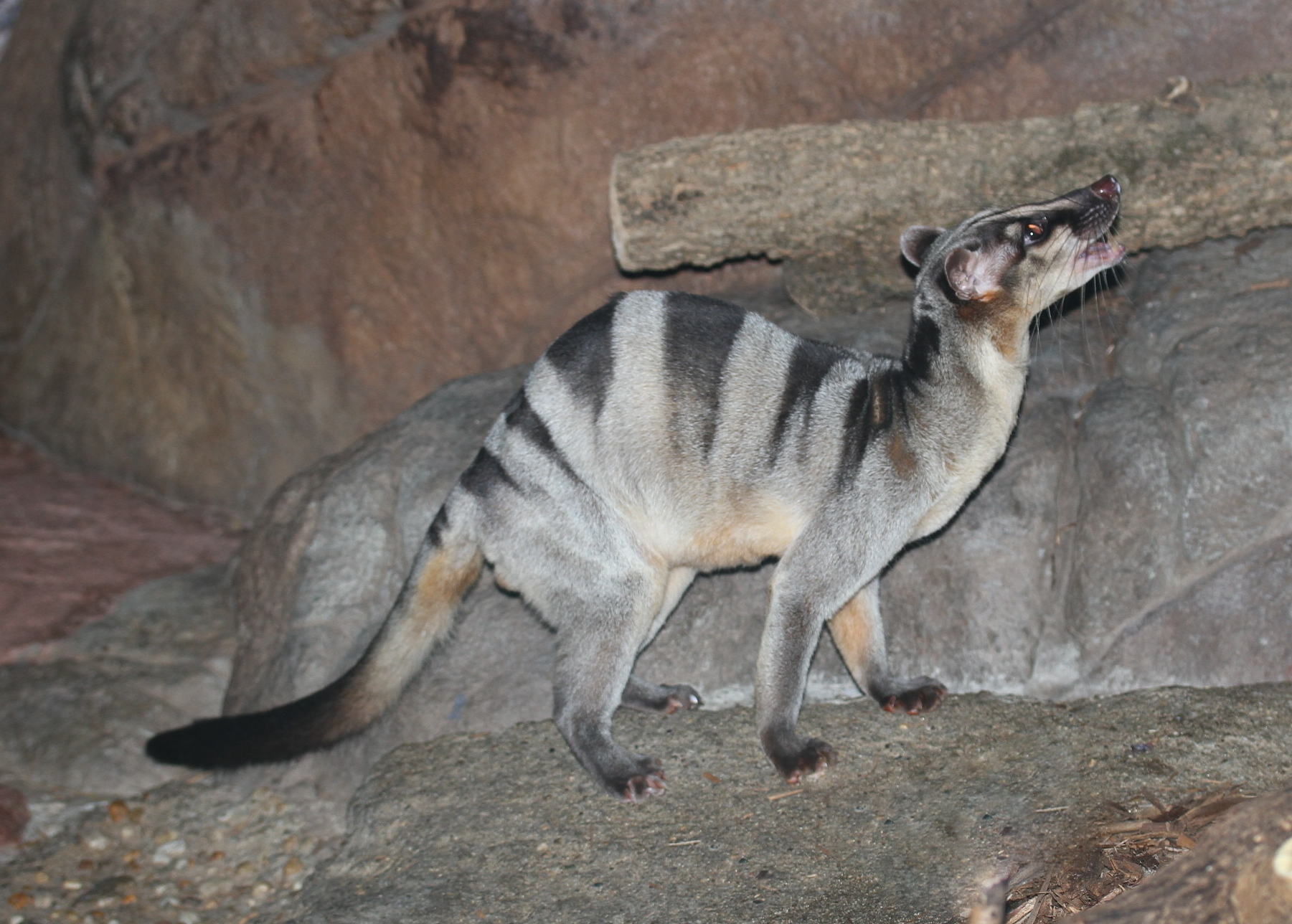
Kunołaziec czarno-biały jest blisko spokrewniony z kunołazem pręgowanym

Gatunek po raz pierwszy zgodnie z zasadami nazewnictwa binominalnego opisał w 1892 roku brytyjski zoolog Oldfield Thomas umieszczając go w rodzaju Hemigale oraz nadając mu epitet gatunkowy hosei. Opis ukazał się w artykule zatytułowanym O nowych ssakach z archipelagu wschodnioindyjskiego, opublikowanym w czasopiśmie „Proceedings of the Zoological Society of London”. Miejsce typowe to góra Dulit (3°15′N 114°15′E/3,250000 114,250000), na wysokości 4000 ft (1219 m), w północnym Borneo, w Malezji. Holotyp to dorosły samiec (sygnatura BMNH:Mamm:1892.2.7.1) ze zbiorów Muzeum Historii Naturalnej w Londynie; okaz typowy zebrał 30 września 1891 roku angielski przyrodnik Charles Hose. Późniejsi autorzy umieścili go jednak w osobnym rodzaju. Jedyny przedstawiciel rodzaju kunołaziec (Diplogale), który zdiagnozował w 1912 roku również Oldfield Thomas w artykule zatytułowanym Dwa nowe rodzaje i nowy gatunek Viverrinae Carnivora, opublikowanym w czasopiśmie „Proceedings of the Zoological Society of London”.
Autorzy Illustrated Checklist of the Mammals of the World uznają ten gatunek za monotypowy.

### Etymologia
- Diplogale: gr. διπλοος diploos ‘podwójny’, od δυο duo ‘dwa’[13]; γαλεη galeē lub γαλη galē ‘łasica’[14].
- hosei: Charles Hose (1863–1929), angielski urzędnik państwowy w Sarawak w latach 1884–1907, przyrodnik, etnolog, zbadał główną przyczynę choroby beri-beri[15][2].

## Tryb życia
Ten wiwerowaty wiedzie prawdopodobnie nocny tryb życia, aczkolwiek obserwacje są pojedyncze. Pewna samica w niewoli była aktywna tylko w nocy i odpoczywała za dnia. Obserwowany w naturze osobnik na Brunei był aktywny o dwudziestej drugiej. Inny z kolei na górze Kinabalu w Sabahu aktywny był o trzeciej w nocy. Kolejny dał się sfotografować w kamerze pułapce, również o dwudziestej drugiej. Ogólnie jednak jest skryty i nieuchwytny.
Zwierzę wiedzie prawdopodobnie samotne życie. Większość napotkanych osobników była samotna. Spotykano je na ziemi. Badana w niewoli samica, złapana na ziemi, nigdy nie wspinała się w klatce. 
Rozród kunołaźca czarno-białego nie został dobrze poznany. U mampalona samica wydaje na świat 2–3 młode, u łaszaka od jednego do trzech po ciąży trwającej 75–87 dni. Długość pokolenia wynosi pięć lat.

## Rozmieszczenie geograficzne
Kunołaziec czarno-biały występuje endemicznie na Borneo, na terenie wszystkich trzech państw, do których należy wyspa: Brunei, Indonezji (Kalimantan) i Malezji (Sabah, Sarawak, skąd pochodzi najwięcej pozyskanych okazów). Oszacowano zasięg odpowiednich siedlisk na 28 000 km².
Bytuje na wysokości od 325–400 do 1700 m nad poziomem morza (aczkolwiek uzyskana wartość może być efektem zastosowanej metodologii badań). Najczęściej jednak przebywa powyżej wysokości 800 m. Tylko badania z Kalimantanu wskazują, że może tam bytować głównie poniżej 450 m.

## Ekologia
Siedliskiem zwierzęcia są lasy deszczowe, pierwotne górskie lasy szerokokolistne i dojrzałe mieszane lasy dwuskrzydłowcowe, zwykle wysoko położone. Wymaga lasów pierwotnych, z trudem radzi sobie w siedliskach zmodyfikowanych przez człowieka. W lasach wyrębywanych spotykano go bardzo rzadko. Bardzo nieliczne doniesienia o napotkaniu zwierzęcia, nawet przez lokalnych myśliwych, wskazują, że gatunek jest bardzo rzadki. Bytować może w pobliżu omszałych głazów i strumieni. Być może między kamieniami i korzeniami drzew urządza sobie jamy, ale należy to traktować jako spekulacje.
Pokarmem zwierzęcia mogą być niewielkie owady, które znaleziono w żołądku zbadanego osobnika, czy też małe ssaki bądź kraby, krewetki, ryby i płazy bezogonowe.

## Zagrożenia i ochrona
IUCN szacuje liczbę dorosłych kunołaźców czarno-białych na 9500 zwierząt, chociaż pewne szacunki mówiły o 19 tys.; gdyby zagęszczenie wynosiło ok. 1 osobnik na km², bardziej prawdopodobne jest jednak, że rzeczywista wartość jest dwukrotnie mniejsza. Całkowita liczebność dalej spada.
IUCN zauważył istnienie gatunku w 1994, nie mogąc jeszcze przyznać mu statusu innego niż nieokreślony. W 1996 zaklasyfikował go jako gatunek narażony na wyginięcie, co powtórzył w 2008 i następnie w 2015. Decyzję uzasadniono liczebnością, zasięgiem i jego rozczłonkowaniem, a także prognozami spadku populacji o przynajmniej 10% przez następne trzy pokolenia.
Zwierzęciu zagraża niszczenie jego siedlisk. Lasy, które zasiedla kunołaziec, są wycinane. Drzewa idą na wyręb, a zakłada się plantacje, także palmy olejowej. Na Borneo w miejscu bytowania kunołaźca czarno-białego zaplanowano elektrownie wodne. W efekcie poszczególne populacje stają się coraz bardziej izolowane, a wysiedlani ludzie przenoszą się na nowe tereny, polując i niszcząc lasy. Ssak pada ofiarą polowań, łapiąc się w zastawiane przez myśliwych sieci i wnyki. Nie jest on głównym celem ich polowań, ale jeśli już się okazjonalnie złapie, podlega konsumpcji. Natomiast spotyka się go tak rzadko, że właściwie nie podlega on handlowi międzynarodowemu, do czego przyczynia się także ubarwienie futra. W efekcie nawet nie objęto go załącznikami CITES.
Zwierzę zasiedla tereny chronione, jak Park Narodowy Pulong Tau, Park Narodowy Crocker Range, Park Narodowy Tawau Hills, Kinabalu, Ulu Padas, Imbak Canyon, Maliau Basin-Imbak Canyon. Ujęto go w IUCN Action Plan for the Conservation of Mustelids and Viverrids. Chroni go również miejscowe prawo.